# Prostitution i Danmark
Prostitution är i Danmark en laglig sysselsättning efter legaliseringen 1999. Detta beslut baserades på principen om skademinimering och premissen att det var lättare för polisen att hantera en laglig sexhandel. Prostitution räknas inte som en normal yrkesverksamhet, trots att försäljningen av sexuella tjänster är skattepliktig enligt dansk lag.
Tredjepartsaktiviteter, som inkomster från bordellrörelser och hallickverksamhet, är fortsatt olagliga i Danmark; däremot förekommer det i praktiken "kliniker", det vill säga inrättningar där sexarbetare arbetar under tak. Detsamma gäller all form av prostitutionsverksamhet med minderåriga och människohandel. Historiskt har försäljningen av sexuella tjänster i Danmark genomgått perioder med fokus på omoraliska kvinnor, sexuella tjänster som privat angelägenhet och reglementerad prostitution.

## Historia

### Fram till 1906
Dansk rätt från 1683 förbjöd utomäktenskaplig sexualitet, vilket inkluderade prostitution. Överträdelserna bestraffades med fängelse för män och spöstraff för kvinnor. 
Från 1815 infördes systemet med reglementerad prostitution i Köpenhamn av stadens myndigheter, där kvinnor som greps för prostitution tvingades registrera sig på en polisövervakad bordell och underkasta sig regelbundna tvångsundersökningar för sexuellt överförbara sjukdomar. Denna verksamhet var först inofficiell eftersom prostitution var formellt förbjuden, men formellt reglerad 1863 och infördes i lagen 1874.  I stor utsträckning anklagades de prostituerade för att vara huvudsakliga spridare av könssjukdomar. Danmark var det enda nordiska land som inkluderade bordeller i reglementeringen av prostitutionen.
Kvinnorörelsen och Foreningen imod Lovbeskyttelse for Usædelighed protesterade mot den reglementerade prostitutionen, vilket ledde till att bordellverksamhet förbjöds 1901 och den reglementerade prostitutionen i oktober 1906. De prostituerade blev därefter kända som "oktoberdamer".

### Tidigt 1900-tal
Vid åren runt det förra sekelskiftet 1900 uppmärksammades fenomenet kring den "vita slavhandeln", där europeiska kvinnor i hög grad skulle vara offer för sexuell slavhandel i andra världsdelar. Ett antal ofta sensationalistiska tidningsartiklar berörde danska kvinnors roll som offer i denna verksamhet, vilket ledde till att flera danska föreningar engagerade sig i kampen mot denna människohandel. Bevisen för den danska kopplingen till den här brottsligheten var dock vaga och osäkra.
Parallellt upptäckte det danska samhället att Köpenhamn var plats för en framväxande homosexuell subkultur, där manlig prostitution var en framträdande del. Vid denna tid var homosexuella handlingar förbjudna i dansk lag, något som först avskaffades 1930. Dessa handlingar sågs dock att många fortsatt som ett problem, och flera medieskandaler på 1950-talet ledde till moralpanik som drabbade den homosexuella subkulturen svårt.
Prostitutionen i stort sågs under första halvan av 1900-talet som en privat angelägenhet mellan säljare och köpare. Under hela 1900-talet var prostitutionen dock förbjuden i dansk lag – åtminstone den synliga delen av den vilken under mellankrigstiden kunde regleras genom lagar emot lösdriveri. Under denna tid ansågs kvinnlig lösaktighet vara ett allvarligt samhällsproblem, och tillfälliga sexuella relationer av alla slag motarbetades. Detta kan jämföras med Storbritanniens förbud (anno 2024) mot gatuprostitution och marknadsföring av prostitution.

### Sent 1900-tal
På 1960-talet liberaliserades det danska samhället, inklusive i relation till offentligt uppvisande av sexuella handlingar. 1967 beslutade Folketinget att avskaffa förbudet mot textbaserad pornografi, och två år senare slopades även förbudet mot pornografi i bild. Därmed avskaffades en lagstiftning mot sedlighetssårande texter och bilder med rötter till slutet av 1700-talet. Under hela denna tid fanns legala undantag för erotisk konst, men problemen att definiera var konsten slutade och otukten lade grunden till lagmodellens slutliga avskaffande. Fram till cirka 1970 betraktades prostitution i Danmark som omoral, kopplat till säljandet av de sexuella tjänsterna. Detta avlöstes från och med 1970-talet, parallellt med den ovanstående liberaliseringen av samhället, av en inom forskningen och politiken mer förstående attityd mot de kvinnliga säljarnas roll och position.
Under slutet av århundradet gjordes flera offentliga undersökningar av branschen och fenomenet, bland annat utifrån tanken att prostitution var förtryck mot kvinnor och utifrån verksamheten som ett socialt problem. 1990-talet var en tid med olika sociala projekt för att öka kontakten mellan personerna i branschen och samhällets vårdande myndigheter.

### 1999–nutid
Prostitution avkriminaliserades i Danmark 1999, med målsättningen att hjälpa de prostituerade – inte straffa dem. Barnkonventionens stadgar kring handel med barn, prostitution av barn och barnpornografi ratificerades 2003. Detta var också ett resultat av forskning som inte entydigt ville se prostituerade som antingen omoraliska andra eller offer för manligt våld. Efter millennieskiftet bildades det statliga Kompetencecentret Prostitution, för att ge stöd och rådgivning åt personer inom prostitution – oavsett om de ville fortsätta med sin verksamhet eller inte. 2003 infördes begreppet människohandel i den danska strafflagen, vid en tid då begreppet började diskuteras i många andra länder och EU:s inre marknad underlättade handel med olika tjänster över nationella gränser.
I Danmark är numera alla inkomster över 50 000 danska kronor skattepliktiga. Däremot är prostitution inte ett erkänt yrke i landet, på samma nivå som andra reglerade yrken. Den danska prostitutionen antas efter millennieskiftet till största delen ske inomhus, och branschen kännetecknas av stor rörlighet. Mängden utländska kvinnor som ägnar sig åt prostitution i Danmark har ökat, liksom antalet polisiära ärenden rörande människohandel. Marknadsföringen av tjänsterna sker till stor del via personlig annonsering på internet. 2008 uppskattade forskarna Charlotta Holmström och May-Len Skilbrei att cirka 45 procent av kvinnorna inom prostitution var invandrare – främst från Östeuropa och Västafrika.
2007 beräknade den danska Socialstyrelsen att det fanns minst 5 000 kvinnor och män inom den synliga prostitutionen i Danmark. Detta inkluderade drygt 3 200 personer på bordeller ("kliniker"), massagesalonger eller liknande. Gatuprostitutionen beräknades då omfatta drygt 1 400 personer. Socialstyrelsens beräkning för 2015 angav minst 2 900 personer inom den "synliga prostitutionen". Den osynliga prostitutionen – i chattrum, via nätdejtande, mobiltelefon, på barer etcetera – antogs då ha blivit vanligare, och Socialstyrelsen antog att deras siffror bara täckte en del av marknaden.
2020 beräknades det finnas mellan 3 000 och 5 000 prostituerade i Danmark. Under den då rådande covid-19-pandemin rapporterade frivilligorganisationer att de prostituerades utsatthet då ökat, i första hand genom lägre inkomster (se nedstängning). 2020/2021 uppskattade en rapport från den statliga myndigheten VIVE 1 600 kvinnor som arbetade på bordell, 900 som oberoende eskorter och cirka 600 gatuprostituerade.

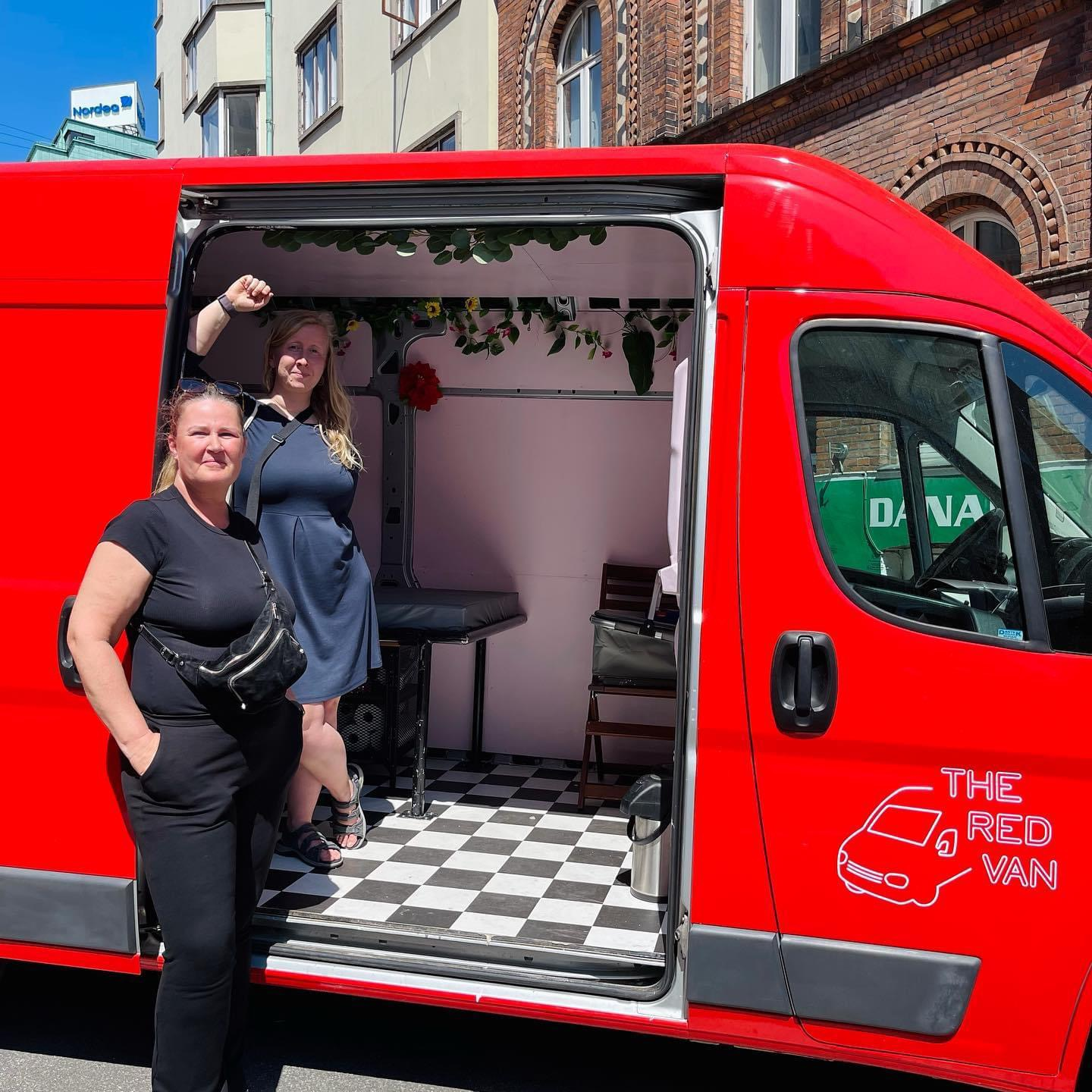
Stödföreningen The Red Van erbjuder sedan 2016 en tryggare arbetsmiljö för gatuprostituerade runt Vesterbro i Köpenhamn.

Sedan 2016 verkar stödföreningen The Red Van med och för gatuprostituerade i Köpenhamn. Föreningen, som inledningsvis hette Sexelancen och grundades på initiativ av Sexarbejdernes Interesseorganisation (SIO) och Foreningen Minoritet, erbjuder en röd skåpbil, rådgivning och en säkrare arbetsmiljö för de gatubaserade sexarbetarna runt Vesterbro i Köpenhamn. Knappt hälften av de gatuprostituerade i Köpenhamn hade i en undersökning från Socialforskningsinstituttet i sitt arbete upplevt våld eller hot om våld, ett problem som Sexelancen vid projektstarten var tänkt att lindra.

#### Bordeller och gatuprostitution
Koppleri är olagligt, men reglerade bordeller ("kliniker") förekommer och ingår i den statliga statistiken. Danmark har lagar emot koppleri, det vill säga en verksamhet som är direkt kopplad till försäljning av sexuella tjänster (kap. 871, §233 i strafflagen). Även hallickverksamhet och uthyrning av hotellrum till försäljning av sexuella tjänster är olagligt, men dessa lagar har på senare år urholkats. Större delen av den danska prostitutionen försiggår på "kliniker" där frilansande sexarbetare hyr rum på samma sätt som en frisör kan hyra en stol på en större frisörsalong. 2007 beräknades 117 sådana "kliniker" finnas i Köpenhamn med omnejd, en verksamhet som lockat fler svenska sexköpare sedan den svenska kriminaliseringen av sexköp 1999. Även en del sexsäljare med svenskt ursprung, ofta unga kvinnor med pågående studier, arbetar från och till på "kliniker" i Köpenhamn.
Det anses svårare för en sexsäljare utan "skandinaviskt" utseende att etablera sig på en dansk "klinik". Gatuprostitutionen i främst Köpenhamn domineras av sexsäljare med utländskt ursprung.

## Attityder och kritik

### Opinion och politik
I den samhälleliga debatten på senare år har Danmark inte omfamnat den svenska allmänna åsikten om prostitution och sexköp som våld, människohandel och utnyttjande av kvinnor. Detta kan delvis förklaras med en starkare dansk rättighetsrörelse bland sexarbetare, inklusive via branschorganisationen SIO (Sexarbejdernes Interesse Organisation).
Det anses ibland att Danmarks hållning emot prostitution/sexarbete är den i Norden som mest liknar den liberala nederländska attityden. I Danmark kan myndigheterna även hjälpa funktionshindrade att få kontakt med sexsäljare (se vidare sexsamarit). Den danska liberala attityden har rötter till 1800-talets statsbygge.
Studien Prostitution i Danmark, som är den största som har gjorts i modern tid i Skandinavien, visade 2011 att 85–98 procent av dem som själva sålde sex var emot en lag mot sexköp. 52 procent svarade att det skulle bli svårare att anmäla våld och 93 procent trodde inte att människohandeln skulle minska. En undersökning bland den danska allmänheten 2014 antydde att 4 av 10 danskar var för en kriminalisering av sexköp.
I Danmark rapporterades 2022 kvinnliga sexarbetare må dåligt av sexhandeln, och krafter i landet arbetade då på att få en lag liknande den svenska. Mette Frederiksen, folketingsledamot och från 2015 ledare för Socialdemokratiet, drev i många år en politik för att införa ett förbud mot både sexförsäljning och sexköp även i Danmark. Senare menade hon att vissa yrken inte "passade" för personer med erfarenhet av att köpa sex. Som statsminister (sedan 2019) har hon inte prioriterat arbetet med att kriminalisera den danska sexhandeln, och under 2010-talet bytte Socialdemokratiet fot flera gånger. 2023 var Socialistisk Folkeparti det enda partiet i Folketinget som stod kvar vid förbudskravet mot sexköp.

### Kritik och jämförelser
Danmark ses ofta som ett av världens mest jämställda länder, med en stark kvinnlig delaktighet på olika positioner i samhället. Landet införde 2020/2021 en sexuell samtyckeslag i stil med den svenska dito från 2018, och även ett antal andra europeiska länder har infört motsvarande lagstiftning. Den danska statspolitiken och samhällsdebatten är dock, till skillnad från den svenska, ofta mer inriktad mot yttrandefrihet och mindre feministiskt präglad. Metoo-debatten fick också mindre och senare genomslag i Danmark jämfört med i Sverige.
Samma år som Sverige införde förbud mot köp av sexuella tjänster, legaliserade Danmark prostitution – inklusive försäljning och köp av sex. Detta har löpande väckt kritik från förespråkare av den svenska lagstiftningsmodellen, vilka ansett att en legalisering även av sexköp ökar förekomsten av människohandel för sexuella ändamål. Danska Socialstyrelsens center mot människohandel listade 2020 antalet offer för människohandel – inom alla samhällssektorer – till 77 personer, att jämföra med 64 stycken året innan. Fem av dessa var danskar, de övriga utländska medborgare.
Den inomdanska kritiken mot prostitutionen och den tillåtande statspolitiken i ämnet pekar på statistik som säger att antalet prostituerade på senare år ökat i Danmark, samtidigt som antalet minskat i grannlandet Sverige. Den stora danska Sexus-undersökningen från 2017/2018 angav att cirka 22 procent av danska män och 0,2 procent av danska kvinnor hade betalat för sexuella tjänster, medan 2 procent av män och 1 procent av kvinnor fått betalt för att utföra sexuella tjänster. Som en jämförelse föll mellan 1999 och 2009 andelen svenska män som enligt en enkät köpt sexuella tjänster från cirka 14 till cirka 8 procent.